# Powiat Kamitakai
Powiat Kamitakai (jap. 上高井郡 Kamitakai-gun) – powiat w Japonii, w prefekturze Nagano. W 2024 roku liczył 16 966 mieszkańców.

## Miejscowości
- Obuse
- Takayama